# Moruzzo
Moruzzo (friuli nyelven Murùs) település Olaszországban, Friuli-Venezia Giulia régióban, Udine megyében. Lakosainak száma 2415 fő (2023. január 1.). Moruzzo Fagagna, Pagnacco, Colloredo di Monte Albano és Martignacco községekkel határos.

## Népesség
A település népességének változása:
| Lakosok száma | 2480 | 2499 | 2415 |
|               | 2017 | 2018 | 2023 |